# Anton Košenina
Anton Košenina, slovenski bukovnik in padar, * 1799, Škofja Loka, † 1881, Puštal.

## Delo
Rodil se je v predmestju Škofje Loke, kmalu po rojstvu pa se je njegova družina preselila v Puštal. Bil je dvakrat poročen in se je večkrat selil po vasi. Bil je tudi mežnar podružnične cerkve povišanja sv. Križa.
Skoraj gotovo si je moral pridobiti vsaj osnovno izobrazbo, lahko pa je bil tudi faliran študent. Leta 1830 je prepisal od Pavleta Lipiča knjigo z naslovom: Bukve v katirih se snajdejo te nar bolshi Erznije sa tega zhloveka, katire so tud poskushene od tega zhasti inu hvale vredniga Dohtarja Parisarske Opotoke iz jmenom Maklaush Lemerij v Paris 1705. sdej pa prepisane od Antona Koshenina v Pushtal v Letv 1830. Rokopis obsega 345 strani v kvartu z registrom. Prvotno so obsegale pet knjig. Pri drugih bukvah je pripomba: Anton Koshenina. Je prepiso od pauleta Lipizha.